# 4354 Euclides
4354 Euclides је астероид главног астероидног појаса чија средња удаљеност од Сунца износи 2,794 астрономских јединица (АЈ).
Апсолутна магнитуда астероида је 13,8.